# シュミットカセグレン式望遠鏡

構成図

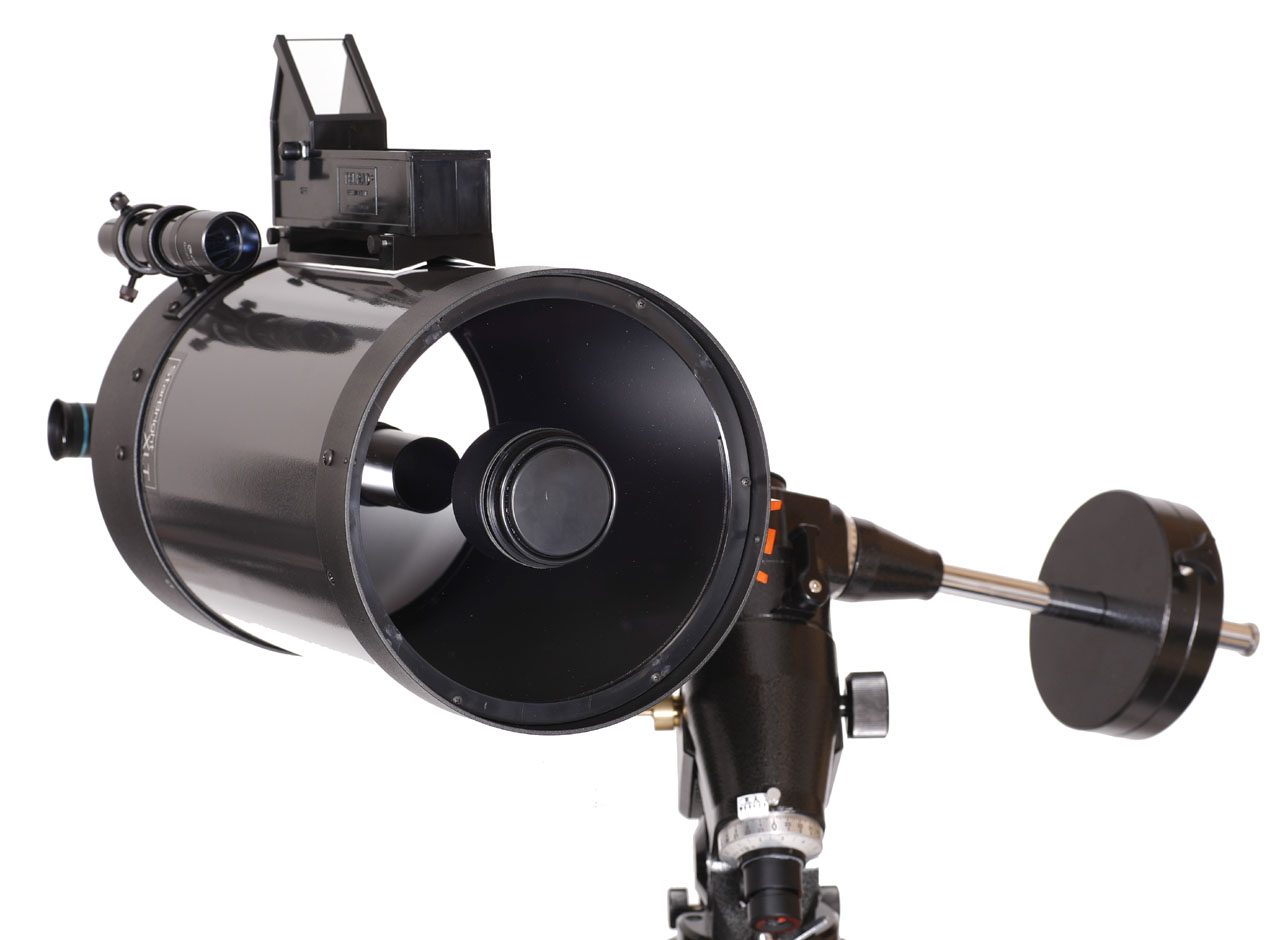
外観の例

シュミットカセグレン式望遠鏡（シュミットカセグレンしきぼうえんきょう、Schmidt–Cassegrain telescope ）は、反射式と屈折式の両方を組み合わせたカセグレン式望遠鏡の一形式である。

## 発明
1940年にJ・G・ベーカーが「シュミット・カメラと同等な性能を持つ写野平坦なカメラ群」という論文をアメリカ哲学協会紀要第82巻第3号とハーバード大学天文台別刷集第199号に発表したのが最初である。
1944年3月にE・H・リンフットがさらに詳細な研究を発表した。

## 機構

### 各種のシュミット・カセグレン系
丸山シュミット・カセグレン系は主鏡も副鏡も補正板の中心を中心とする球面鏡であり、コマ収差、非点収差、歪曲収差が皆無であるのが大きな特徴であるが、補正板のくぼみの最大値がシュミット式望遠鏡の約5倍となるため、あまり明るくできず、色収差が大きくなるのが欠点である。
その他、ベーカーの平面像シュミット・カセグレン系、リンフット系、コンパクト・シュミット・カセグレン系等がある。

### コンパクト・シュミット・カセグレン系
1973年にオーストラリア、サイディング・スプリング天文台のS・C・B・ガスコアンが非球面板の三次収差の理論をシュミットカセグレンに応用し、発明した。
焦点距離に対して全長を短くでき、主鏡と副鏡の一方は球面にできるため製作しやすくかつ使いやすいため、現在市販されているシュミット・カセグレン式望遠鏡はすべてこの形式である。鏡筒は密閉されているため筒内気流が少なく、比較的広い視野に渡り収差を良好に補正できる。
反射式と同様に、鏡筒底部の凹面鏡で光を鏡筒先端部に集中させる。さらに、鏡筒先端に設置した凸面鏡で光を底部に折り返し、凹面鏡中央に空けた穴から接眼部へ光を導く。そして像を改良するために、鏡筒先端にシュミット補正板というレンズをはめ込む。
凹面鏡、凸面鏡ともに球面で、発生する収差は高次非球面（この方式では、中心は凸レンズで、周辺は凹レンズの形をしている。）のシュミット補正板で補正する。鏡が球面のため、大量生産しやすく、価格も安くなる。
この方式は凹面鏡の背後に接眼部があるため、屈折式の様に見る対象と覗く方向が一致する。また、内部で光が折り返すため鏡筒を短くでき、なおかつ凹面鏡を使用しているため大口径のものが作りやすくなる。
ピント調節は凹面鏡の背後のノブを回して、凹面鏡を前後させて行う。この時に凹面鏡が移動することによって光軸が少しだけずれ、同時に視界も少しだけ移動する。また、鏡筒の姿勢変化に伴って微少に光軸が変化する。
最初に量産化に成功したのはアメリカ合衆国のセレストロンであり、有効径20cm、28cm、35cmを生産した。ボシュロムは10cmと20cmを、ミードは20cmと25cmを生産した。この他日本の日本特殊光学や高橋製作所、イタリアのマリオスパダなどが製造したことがある。